# Jaume Balagueró i Bernat
Jaume Balagueró i Bernat   (Lleida, 2 de novembre de 1968) és un director de cinema català especialitzat en pel·lícules de terror.

## Biografia
Nasqué a Lleida el 2 de novembre de 1968 i es traslladà amb la seva família a Barcelona l'any 1971. Estudià Ciències de la comunicació, i després d'una breu carrera com a periodista, va estudiar a l'escola de cinema d'Hèctor Faver a Barcelona, decidint dedicar-se al cinema professionalment.
De 1991 a 1995 va publicar i dirigir el fanzine Zine shock: revista de cine oscuro y brutal.

## Carrera filmogràfica
Després d'haver rodat en vídeo els curtmetratges El niño bubónico (1991) i La invención de la leche (1993), va dirigir Alicia, el seu primer curtmetratge en cel·luloide, amb el qual es va gruaduar. El curt va causar una gran impressió al Festival de Cinema de Sitges i se'n va emportar el premi al millor curtmetratge. També li va suposar una col·laboració amb DDT, una revista d'efectes especials que acabaria esdevenint la més important de l'Estat.
El seu segon curt, Días sin Luz, sense tenir el ressò de l'anterior, va permetre al públic conèixer les capacitats del nou director.
Balagueró va debutar com a director de llargmetratges amb Els sense nom (1999), basada en una novel·la de Ramsey Campbell. La pel·lícula va ser presentada en múltiples festivals de cinema d'arreu del món, recollint diversos premis entre els quals destaca el Premi a la millor pel·lícula del Festival Fantasia (el festival més important de cinema fantàstic d'Amèrica del Nord).
Tres anys més tard, Balagueró va retornar a Fantasia amb Darkness (2002), la primera que el director català va rodar en anglès. Els drets de la pel·lícula van ser adquirits pels estudis Miramax, que van produir una versió molt esbiaixada de l'original que es va poder veure a les sales de cinema estatunidenques a partir del desembre de 2004.
La tercera pel·lícula de Balagueró, Fràgils, es va estrenar el 2005, després d'haver co-dirigit un documental de música rock anomenat OT: la película (2002). Fràgils és una història de fantasmes protagonitzada pels actors Calista Flockhart i Richard Roxburgh.
El 2006, Balagueró va participar en el projecte televisiu Películas para no dormir, un remake homònim de la macabra sèrie televisiva de Narciso Ibañez Serrador, emesa els anys 1966–67 amb una breu resurrecció el 1982. Películas para no dormir està formada per sis capítols de temàtica de terror dirigits per diferents directors de Catalunya, a més d'Álex de la Iglesia i Mateo Gil.
El 2007, Balagueró va iniciar els treballs de rodatge de REC, la seva quarta pel·lícula que seria més tard seguida per REC 2 (2009).
Pel seu thriller Mentre dorms (2011) Balagueró va comptar amb la interpretació de Luis Tosar.
El 2012 Va fer un cameo en el programa d'humor català Crackòvia.
El 2013 es va estrenar [REC] Apocalypse. A més ja té escrit el guió de REC 3 Gènesi.

## Filmografia
| Any  | Pel·lícula          |
| ---- | ------------------- |
| 2022 | Venus               |
| 2021 | Way Down            |
| 2017 | Musa                |
| 2014 | Inquilinos          |
| 2013 | REC 4               |
| 2011 | Mentre dorms        |
| 2010 | Miedo               |
| 2009 | REC 2               |
| 2007 | REC                 |
| 2006 | Para entrar a vivir |
| 2005 | Fràgils             |
| 2002 | Darkness            |
| 2002 | OT - La película    |
| 1999 | Els sense nom       |
| 1995 | Días sin luz        |
| 1994 | Alícia              |

## Premis
- 1994: Premi al millor curtmetratge al Festival de Cinema Fantàstic de Sitges pel curt Alicia
- 1999: Premi a la millor pel·lícula europea al Festival de Cinema Fantàstic de Sitges pel llargmetratge Els sense nom
- 2007: Premi al millor director al Festival de Cinema Fantàstic de Sitges per la pel·lícula REC
- 2012: Premi Gaudí al millor director per Mentre dorms